# ایلیا آنتونوف
ایلیا آنتونوف (استونیایی: Ilja Antonov؛ زادهٔ ۵ دسامبر ۱۹۹۲) بازیکن فوتبال اهل استونی است.
از باشگاه‌هایی که در آن بازی کرده‌است می‌توان به باشگاه فوتبال لوادیا تالین اشاره کرد.
وی همچنین در تیم ملی فوتبال استونی بازی کرده‌است.